# Кампитело ди Фаса
Кампитѐло ди Фа̀са (на италиански: Campitello di Fassa; на ладински: Cjampedel, Чампедел) е село и община в Северна Италия, автономна провинция Тренто, автономен регион Трентино-Южен Тирол. Разположено е на 1448 m надморска височина. Населението на общината е 713 души (към 2018 г.).